# Akanthou-Arkosykos
Als Akanthou-Arkosykos (in der türkischen Literatur auch Tatlısu-Çiftlikdüzü) wird in der Fachliteratur eine archäologische Fundstätte auf Zypern bezeichnet, die im Westen der Karpas-Halbinsel auf einer 15 m hohen Klippe liegt. Sie wird dem frühen akeramischen Neolithikum der Insel zugeordnet und auf die Zeit zwischen 8200 und 7800/7700 v. Chr. datiert. Die dortige Siedlung bestand aus sechs Häusern und gilt als Verteilzentrum für Obsidian aus Zentral-Anatolien.
Die Fundstätte ist bereits seit 1931 bekannt. Die Archäologen George Anastasiou und Porphyrios Dikaios vom Zypernmuseum registrierten die Stelle westlich des Dorfes Akanthou 1945 und 1946. Sie bemerkten neolithische Objekte, einschließlich eines Steinbeils. Hinzu kamen Gefäßfragmente, Feuersteinklingen, Abschläge und Obsidianklingen, aber auch Knochen des Mesopotamischen Damhirsches (Dama dama mesopotamica), von Schaf, Schwein und Ziege sowie durchbohrte Muscheln. 1972 und 1973 untersuchte Nicholas Stanley-Price die Stätte und trug weitere Fundstücke bei. Muge Şevketoğlu beging die Stätte erstmals 1996 und entdeckte weitere Obisidianstücke.
Schon in einer ersten Grabung im Jahr 1999 fanden die beteiligten Studenten unter Anleitung von Muge Şevketoğlu 420 Obsidianstücke. Rettungsgrabungen fanden ab 2000 statt, um sie vor Eingriffen aufgrund agrarischer Nutzung und durch Baumaßnahmen zu schützen. Ein Geflügelhof hatte illegal 38 Gruben ausgehoben, um dort Abfälle zu vergraben. Inzwischen steht die Fundstätte unter gesetzlichem Schutz. Trotz gewisser Pflugschäden ist die Stätte hervorragend erhalten.
Fünf Strata ließen sich unterscheiden (A–E). Es fanden sich Reste von sechs Gebäuden aus Stein und Lehmziegeln mit runden und rechteckigen Strukturen, dazu bemalte und gepflasterte Wände und Böden. Um eine Vorstellung von der seinerzeitigen Bautechnik zu gewinnen, wurde an der Fundstätte ein neolithisches Haus rekonstruiert, das Besuchern offenstehen soll.
Ein weitläufiger Graben umschließt die Siedlung im Süden. Darin fanden sich mehrere Hundert Objekte, die einzelne Individuen dort abgelegt hatten. Anhand dieser Funde lassen sich Rückschlüsse auf das Alltagsleben einer der ältesten Siedlungen der Insel ziehen, ebenso wie sich die Nutzung mariner Ressourcen belegen lässt. Hinzu kommen domestizierte Pflanzen sowie Haustiere und partiell domestizierte Tiere. Darüber hinaus fanden sich Knochennadeln, Angelhaken sowie Überreste von Fischen, Hunden und Katzen, Füchsen, schließlich Schildkröten. Die Rinderknochen stammen von einer Art, die auf der Insel ansonsten nicht nachgewiesen ist, also von den Siedlern mitgebracht worden sein muss.
Zwar fand man einen menschlichen Schädel und Fingerglieder, jedoch ist bisher kein Grab oder Friedhof entdeckt worden.
Mehr als 5000 Obsidianfunde – die größte Zahl solcher Objekte auf der Insel überhaupt – stammen ursprünglich aus Zentralanatolien. Offenbar wurden sie als Fertigprodukte über das Mittelmeer, also über eine Entfernung von über 60 km, auf die Insel gebracht. Die große Zahl an Obsidianstücken wird durch den Vergleich mit anderen zyprischen Fundstätten deutlich: In Khirokitia fanden sich 14 Stücke, in Klepini-Troulli 24, was jeweils 0,5 bzw. 2 % der lithischen Funde entsprach. Am Kap Andreas Castros fanden sich 13 Obsidianstücke (0,15 %), in Kallavassos-Tenta 32 (0,03 %), in Parekklisha-Shillourokambos bei Limassol waren es immerhin 217 Stücke (2 %). In 95 % der Fälle handelt es sich um Obsidianklingen und -dolche. Die Gesamtzahl der Obsidianklingen übertrifft die Zahl an der gleichaltrigen Fundstätte Parekklisha-Shillourokambos um das Zehnfache, diejenige an anderen vorkeramischen neolithischen Stätten der Insel sogar um das Hundertfache. Zehn Obsidianklingen wurden am Institut für Ur- und Frühgeschichte und Archäologie des Mittelalters der Universität Tübingen untersucht. Dabei stellte sich heraus, dass neun Klingen vom östlichen Göllü Dağ stammten, eine vom Nenezi Dağ nahe der archäologischen Fundstätte Aşıklı Höyük in Zentralanatolien.
Insgesamt könnte die enorme Zahl an Klingen sowie die Tatsache, dass keinerlei Kerne gefunden wurden, darauf hinweisen, dass die Siedlung ein bedeutendes Verteilzentrum im östlichen Mittelmeer war. Ob die Klingen dem Träger einen bestimmten Status verliehen, oder ob sie selbst als Tauschwert eingesetzt wurden, ist unklar.